# Chrismopteryx chiliata
Chrismopteryx chiliata là một loài bướm đêm trong họ Geometridae.